# (8637) 1986 CS1
A (8637) 1986 CS1 a Naprendszer kisbolygóövében található aszteroida. Henri Debehogne fedezte fel 1986. február 6-án.